# San Diego Stadium
O San Diego Stadium (também conhecido como The Q e The Murph) foi um estádio localizado em San Diego, Califórnia, Estados Unidos. Foi a casa do time de futebol americano San Diego Chargers, da NFL até 2017, quando a equipe se mudou para Los Angeles e e foi casa do time de baseball San Diego Padres por quase 35 anos (1969-2003), antes da construção da PETCO Park. Tinha capacidade para 70.561 torcedores.
Foi aberto em 1967 como o San Diego Stadium e já foi chamado de Jack Murphy Stadium de 1981 até 1997. De 1997 a 2017, foi chamado de Qualcomm Stadium. Em 22 de Setembro de 2017, todas as placas e publicidades com o nome do estádio foram substituídas de Qualcomm Stadium para SDCCU Stadium (San Diego County Credit Union Stadium).
Em 2020 começou sua demolição sendo totalmente concluída em Abril de 2021. Será substituído por um estádio para 35.000 lugares onde sediarão os jogos da SDSU, NCAA e outros eventos.

## História

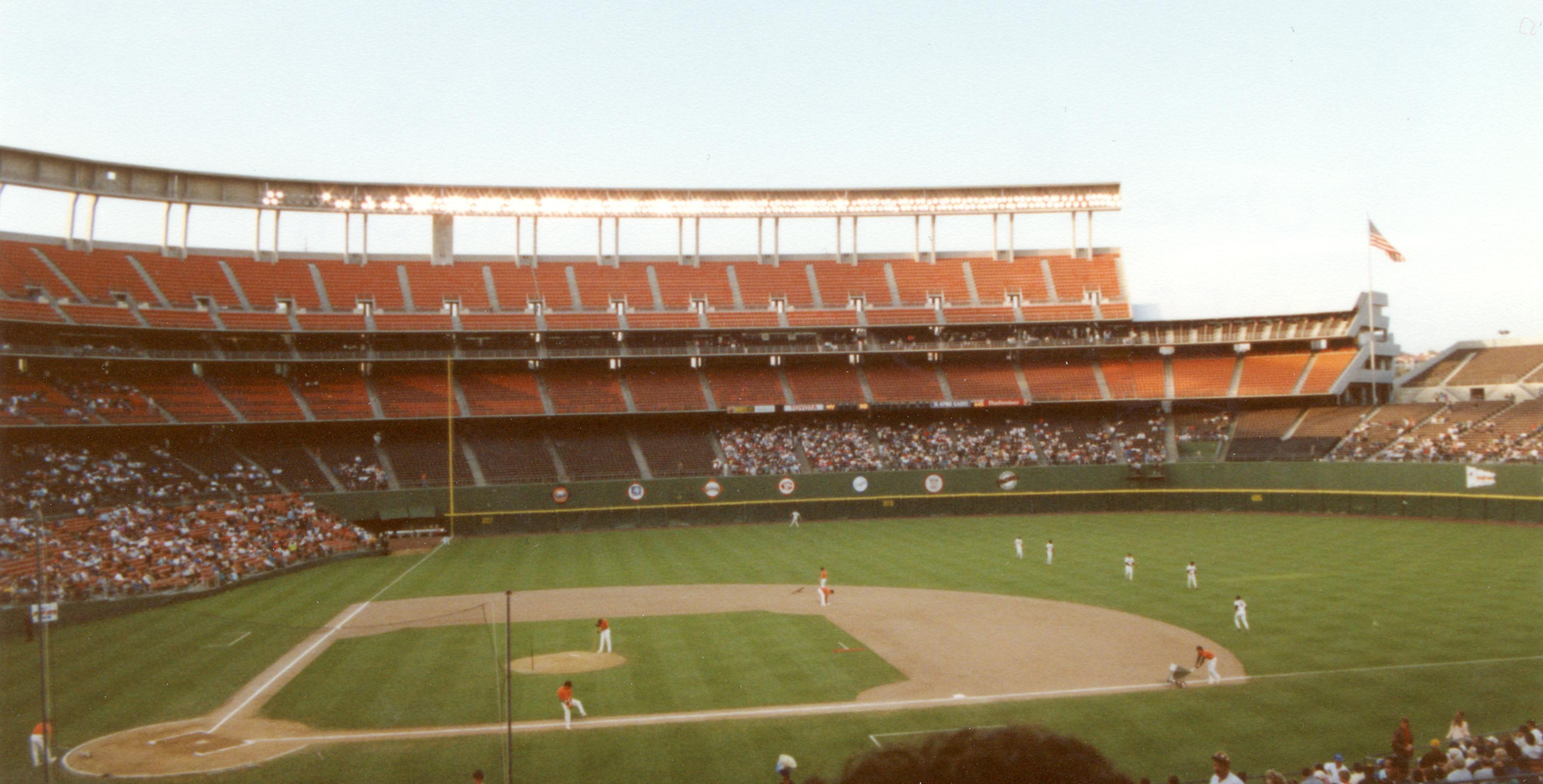
Jogo do San Diego Padres em 1990.

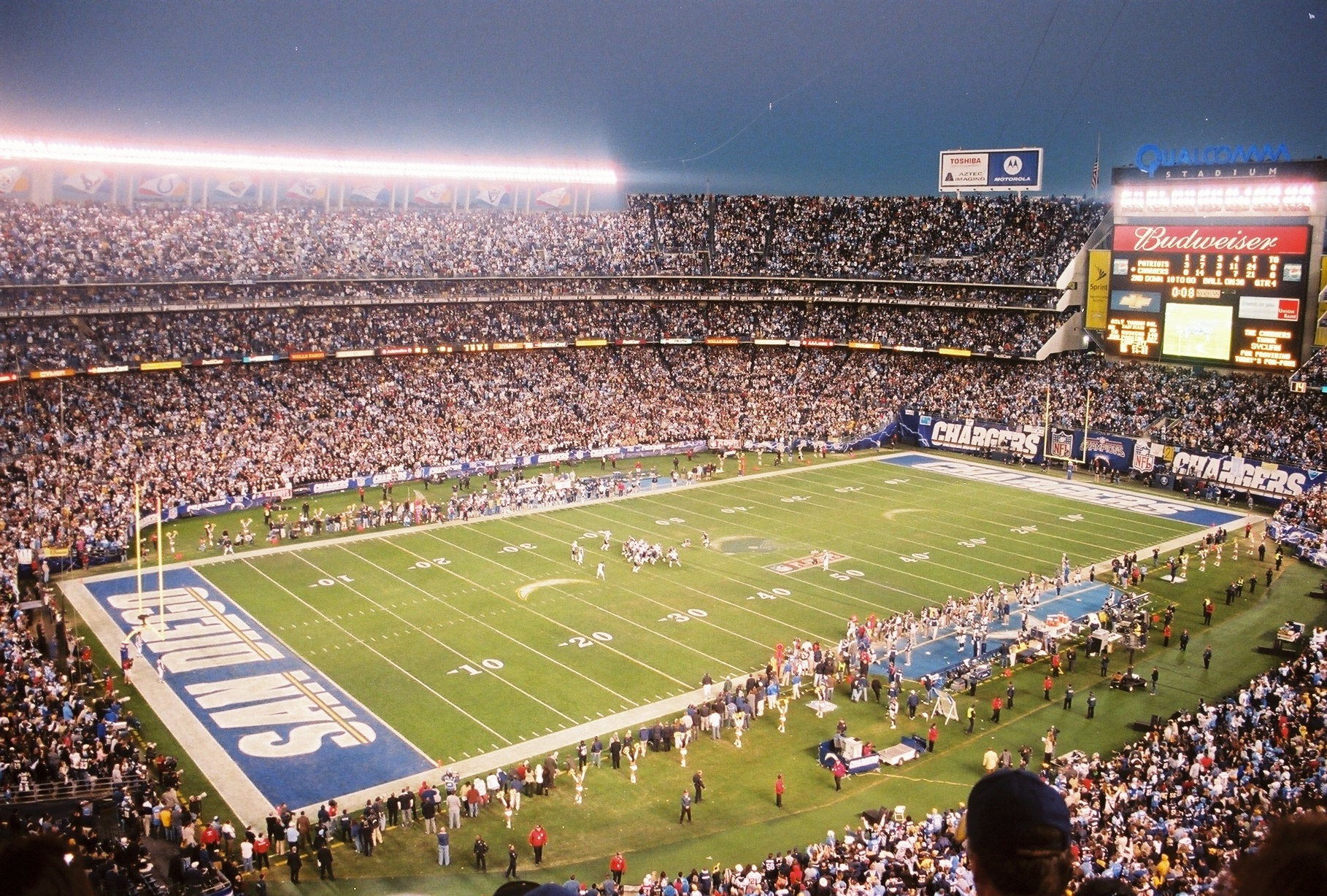
Jogo do San Diego Chargers em 2007.

Inaugurado em 20 de Agosto de 1967 como San Diego Stadium (com 53.000 lugares), passou a se chamar Jack Murphy Stadium em 1980, em homenagem ao jornalista esportivo que idealizou um novo estádio para o Chargers nos anos 60, que faleceu naquele ano.
Em 1997, a empresa de comunicações Qualcomm adquiriu o direito de nome do estádio por 20 anos, até 2017.
Recebeu o Super Bowl três vezes:
- 1988 (XXII), Washington Redskins 42-10 Denver Broncos;
- 1998 (XXXII), Denver Broncos 31-24 Green Bay Packers;
- 2003 (XXXVII), Tampa Bay Buccaneers 48-21 Oakland Raiders.

Também recebeu o World Series duas vezes: 1984 e 1998 e o All-Star Games da MLB em 1978 e 1992.

### Demolição

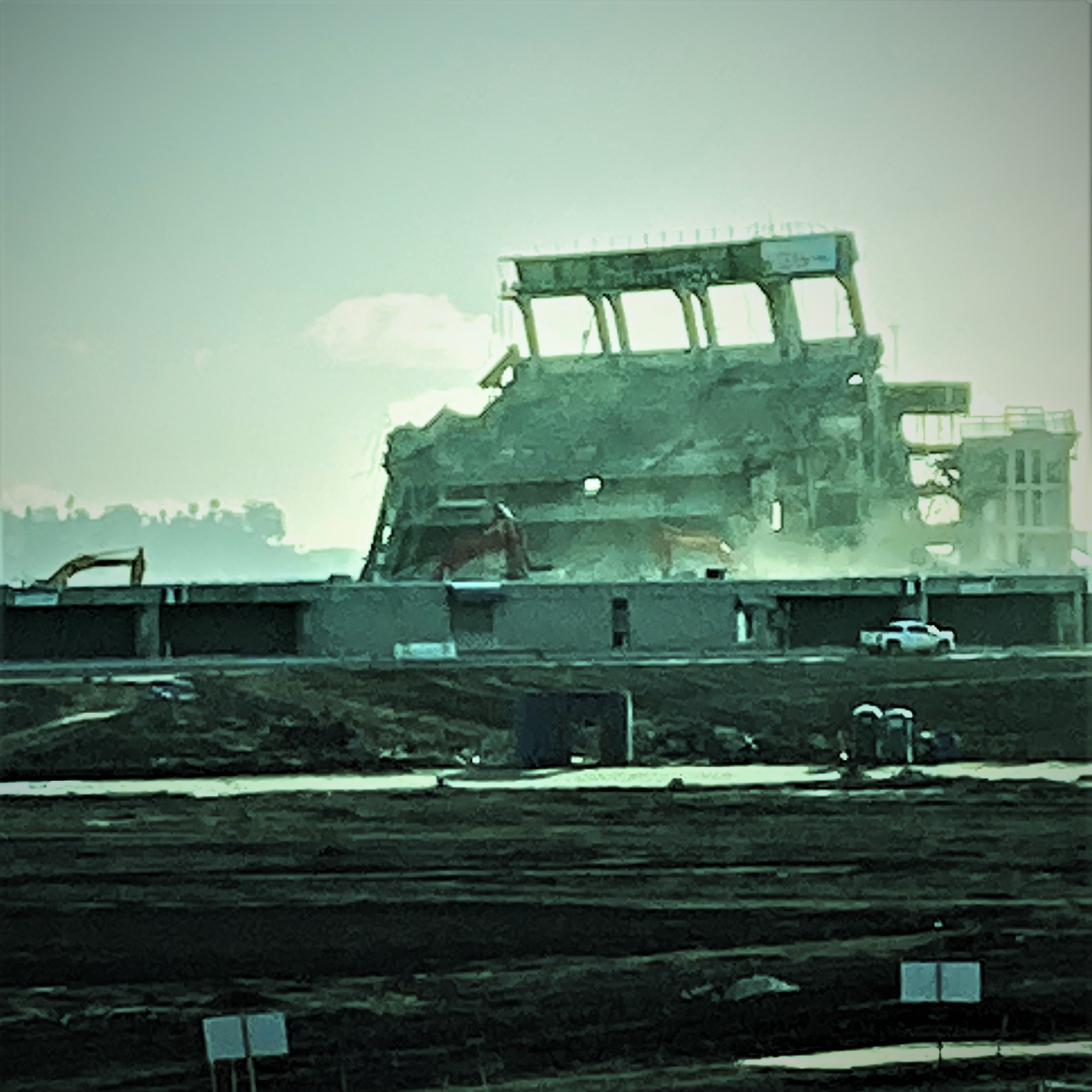
Demolição do estádio em 2021.

As conversas do Chargers de substituir o Qualcomm Stadium por um estádio mais moderno começaram em 2003. A intenção inicial era demolir o estádio e construir um novo estádio no local. A prefeitura de San Diego, no entanto vetou a proposta pelo fato de não ter verba o suficiente para a construção do estádio. Com a negativa da prefeitura os Chargers procuraram outras opções na própria cidade de San Diego, porém todas rejeitas pela prefeitura. Insatisfeita com essa situação, a equipe se mudou para Los Angeles em 2014.
Com a saída dos Chargers de San Diego, o futuro do estádio está incerto. Sem um time futebol americano profissional disputando a NFL, o estádio ficará praticamente sem uso, apenas com a possibilidade da realização de shows. Há o receio por parte da prefeitura de San Diego que o estádio se torne um elefante branco.
Em 2017 com a candidatura de San Diego como time de expansão da Major League Soccer, foi proposto um projeto de demolição do estádio para a construção de um estádio específico para futebol, que teria a capacidade de 30 mil lugares e que seria a casa tanto do time da MLS de San Diego como quanto dos times de futebol universitário da cidade.
Actualmente é o estádio da equipa de futebol americano San Diego Fleet, equipa da recente liga criada em 2019, a Alliance of American Football.
Em 10 de agosto de 2020 a Universidade Estadual de San Diego adquiriu o estádio para fazer a demolição e construir no local o novo Aztec Stadium.